# Język amarasi
Język amarasi – język austronezyjski używany na terenie indonezyjskiej prowincji Małe Wyspy Sundajskie Wschodnie, w jej części tj. Timorze Zachodnim. W 2011 roku miał 70 tys. użytkowników.
Dzieli się na dwie główne odmiany: roi’is i kotos; różnice między nimi dotyczą leksyki, fonologii i fonotaktyki. Amarasi tworzy sieć dialektów wespół z językiem uab meto. Stanowi zachodni kraniec kontinuum dialektalnego. Różnice między uab meto a amarasi (na poziomie fonologii, słownictwa czy semantyki) sprawiają, że wzajemna zrozumiałość przybiera ograniczony charakter.
W powszechnym użyciu są również języki malajski Kupangu i indonezyjski. W amarasi występują zapożyczenia z takich języków jak malajski, portugalski i niderlandzki.
W edukacji dominuje język indonezyjski, lecz z inicjatywy społeczności amarasi został wprowadzony jako pomocniczy język nauczania. Lokalny nauczyciel Heronimus (Roni) Bani opracował w tym języku materiały dla dzieci poruszające historię regionu. Powstała także seria trójjęzycznych książek dla osób dorosłych. Jest zapisywany alfabetem łacińskim. 

## Dialekty[1]
- środkowo-wschodni (kotos) – dominujący w literaturze
- zachodni (ro’is)
- południowy (ro’is tais nonof)
- dialekt okolic Kupangu (kopa, ro’is hero)